# Cem Yılmaz
Cem Yılmaz (Istanbul, 23 de abril de 1973) é um comediante e ator turco.